# Осечки
Осечки — хутор в Динском районе Краснодарского края.
Входит в состав Новотитаровского сельского поселения.

## Население
| 2002 | 2010 |
| ---- | ---- |
| 133  | ↗274 |